# Asclepias leptopus
Asclepias leptopus är en oleanderväxtart som beskrevs av Ivan Murray Johnston. Asclepias leptopus ingår i släktet sidenörter, och familjen oleanderväxter. Inga underarter finns listade i Catalogue of Life.